# Parowóz bezogniowy
Parowóz bezogniowy – parowóz nieposiadający paleniska. Stosowany był w miejscach zagrożonych wybuchem, np. w rafineriach, składach materiałów łatwopalnych itp. Zamiast kotła parowego wyposażony był w ciśnieniowy zasobnik pary, w którym para była uzupełniana okresowo z kotłowni.
W Polsce produkowany był typ 1U  – w zakładach Fablok wyprodukowano 36 szt. (lata 1954 – 1956), a w ZNTK Wrocław – 7 sztuk.
W latach pięćdziesiątych na bezogniowe przerobiono część starych parowozów na parę nasyconą np. typu TKi3 na  TKi3b.

## Galeria

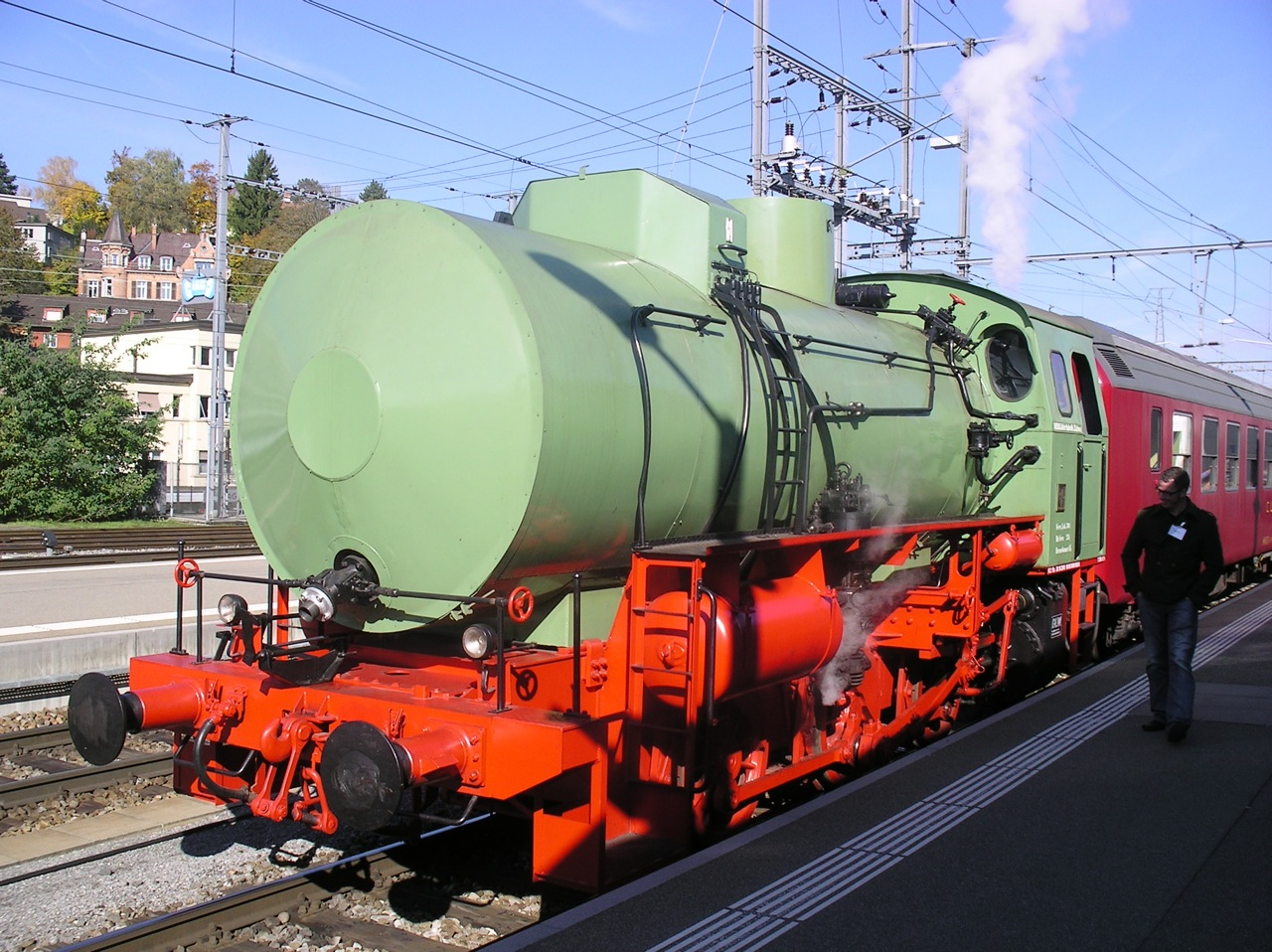
Szwajcarski parowóz bezogniowy wytwórni DLM
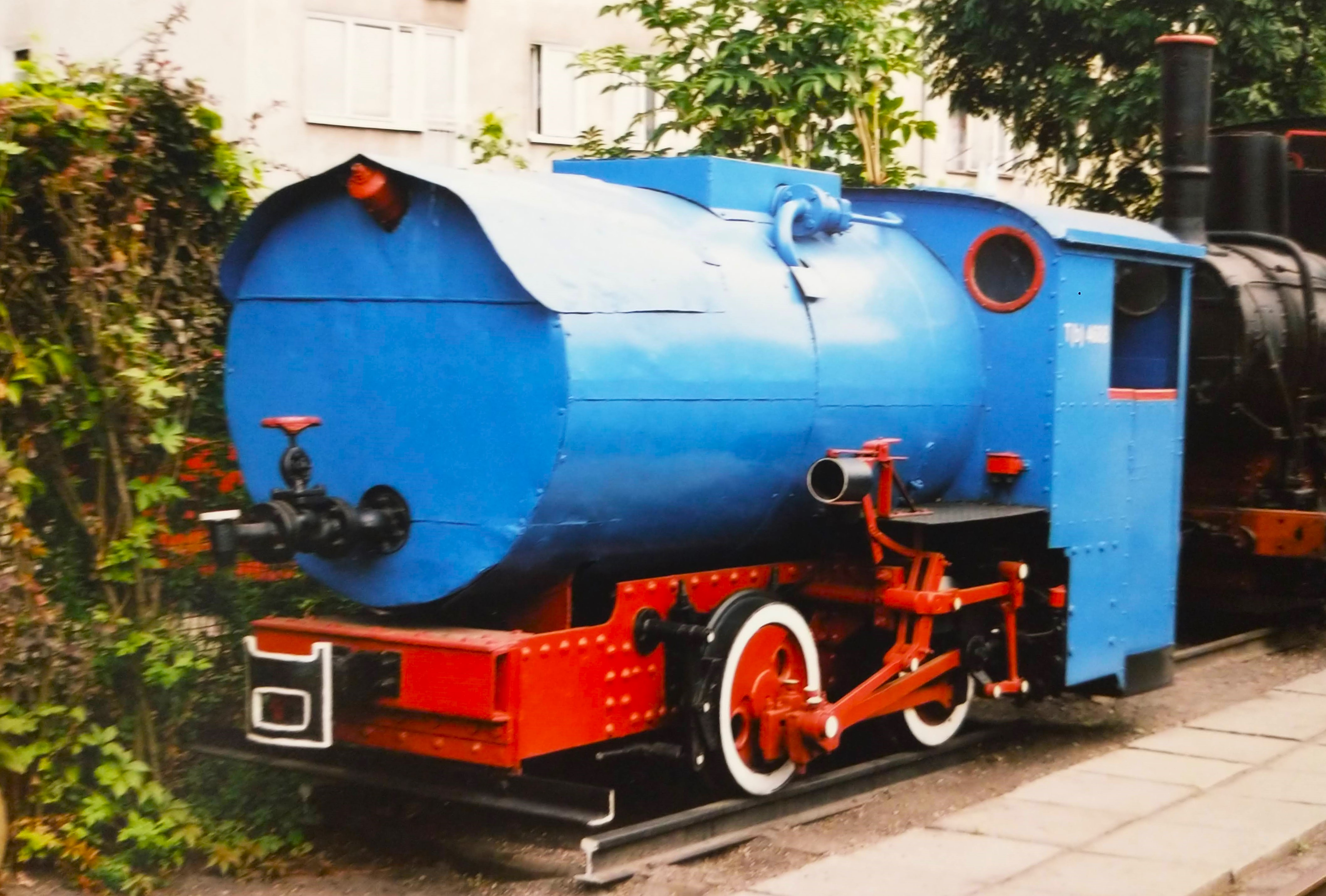
Bezogniowy parowóz wąskotorowy T(b)4688 w Muzeum Kolei Wąskotorowej w Sochaczewie
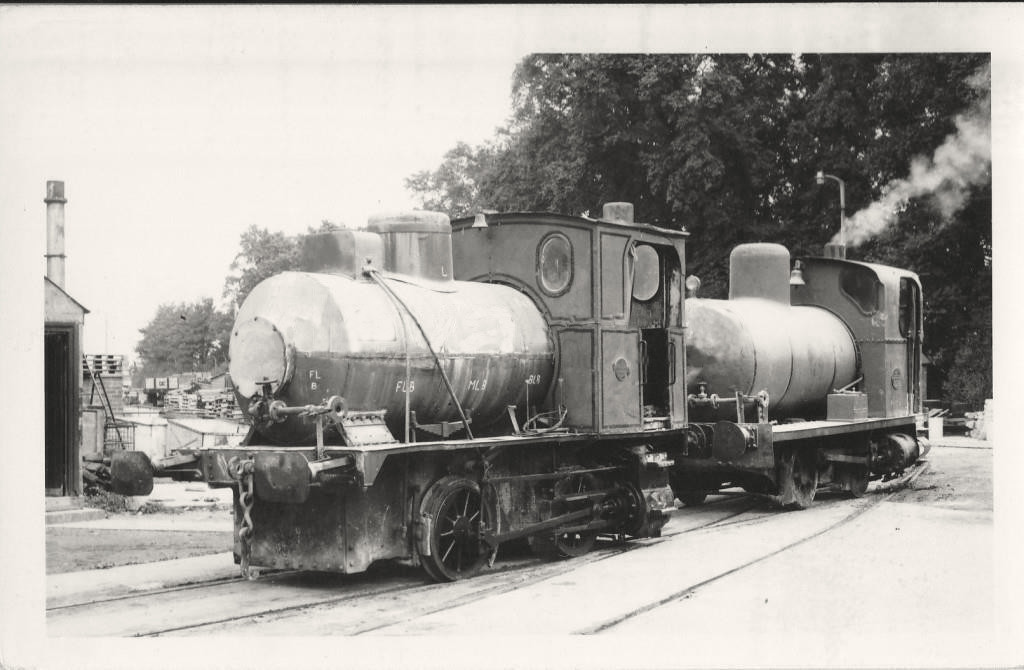
Parowozy O&K & Barclay 0-4-0F w angielskim Empire Paper Mills (Greenhithe)